# Hvozdnice, Praha-západ
Hvozdnice là một làng thuộc huyện Praha-západ, vùng Středočeský, Cộng hòa Séc.